# Ходзё (княжество)
Княжество Ходзё (яп. 北条藩 Ходзё-хан) — феодальное княжество (хан) в Японии периода Эдо (1638—1827). Ходзё-хан располагался в провинции Ава (современный город Татеяма, префектура Тиба) на острове Хонсю.

## История
Ходзё-хан был создан в 1638 году для Ясиро Тадамасы (1594—1662), бывшего каро даймё Токугавы Таданаги (1606—1634). После опалы и казни Таданаги Ясиро Тадамаса был арестован и освобожден от всех занимаемых должностей и титулов. Тем не менее, в 1638 году Ясиро Тадамаса был реаблитирован. Сёгун Токугава Иэмицу пожаловал ему 10 000 коку на юге полуострова Босо в провинции Ава (Ходзё-хан). В 1662 году после смерти Ясиро Тадамасы ему наследовал его приёмный сын, Ясиро Тадаоки (1619—1663). Его преемником стал его приёмный сын, Ясиро Тадатака (1647—1714). В правление последнего финансовое положение княжества ухудшилось, а большие налоги привели к крупному крестьянскому восстанию в 1711 году, известного как «Восстание 10 000 коку». Возмущенные крестьяне захватили контроль над княжеством, и даже пытались штурмовать резиденцию клана Ясиро в Эдо. Восстание было подавлено по приказу сёгуната Токугава, многие его участники были казнены. В следующем 1712 году род Ясиро был лишен своего домена и понижен до статуса хатамото.
18 октября 1725 года Ходзё-хан был восстановлен для хатамото Мидзуно Тадасады (1691—1748). Его потомки продолжали управлять небольшим княжеством Ходзё вплоть до 1827 года, когда Мидзуно Тадатеру (1761—1828), 3-й даймё Ходзё-хана (1775—1827), перенес свою резиденцию из провинции Ава в провинцию Кадзуса, где основал Цурумаки-хан.

## Список даймё
- Род Ясиро (фудай) 1638—1712

| # | Имя и годы жизни                           | Правление | Титул        | Ранг                    | Кокудара    |
| - | ------------------------------------------ | --------- | ------------ | ----------------------- | ----------- |
| 1 | Ясиро Тадамаса (1594-1662) (яп. 屋代 忠正) | 1638-1662 | Эттю-но-ками | Пятый нижний (従五位下) | 10,000 коку |
| 2 | Ясиро Тадаоки (1619-1663) (яп. 屋代 忠興)  | 1662-1663 | Эттю-но-ками | Пятый нижний (従五位下) | 10,000 коку |
| 2 | Ясиро Тадатака (1647-1714) (яп. 屋代 忠位) | 1663-1712 | Эттю-но-ками | Пятый нижний (従五位下) | 10,000 коку |

- Род Мидзуно (фудай) 1712—1827

| # | Имя и годы жизни                             | Правление | Титул       | Ранг                    | Кокудара             |
| - | -------------------------------------------- | --------- | ----------- | ----------------------- | -------------------- |
| 1 | Мидзуно Тадасада (1691-1748) (яп. 水野 忠定) | 1725-1748 | Ики-но-ками | Пятый нижний (従五位下) | 12,000-->15,000 коку |
| 2 | Мидзуно Тадатика (1730-1775) (яп. 水野 忠見) | 1748-1775 | Ики-но-ками | Пятый нижний (従五位下) | 15,000 коку          |
| 3 | Мидзуно Тадатеру (1761-1828) (яп. 水野 忠韶) | 1775-1827 | Ики-но-ками | Пятый нижний (従五位下) | 15,000 коку          |